# Alphonse Lévy
Pour les articles homonymes, voir Lévy.
Alphonse Lévy, également connu sous le pseudonyme de Saïd, né à Marmoutier (Bas-Rhin) le 8 janvier 1843, mort à Alger (Algérie française) le 2 février 1918, est un peintre, illustrateur et caricaturiste français.
Il est connu pour avoir dépeint la vie de la communauté juive en Alsace et en Algérie.

## Biographie

### Enfance alsacienne et études parisiennes
Alphonse Lévy naît dans une famille de commerçants juifs religieux aisés qui s'établissent à Strasbourg après les émeutes anti-juives liées à la révolution de 1848. Il fréquente le Lycée impérial où il se découvre une passion pour le dessin. En 1860, il s'installe à Paris où il fréquente l'atelier de Jean-Léon Gérôme et se lie avec Carolus Duran. Il étudie l'œuvre du caricaturiste Honoré Daumier et celui de Rembrandt, qui a maintes fois représenté les Juifs d'Amsterdam.

### Illustrateur
Dès 1865 ses premiers dessins apparaissent dans diverses publications où il caricature les mœurs du temps ou la vie politique. Pendant la guerre de 1870 et la Commune, il publie des caricatures hostiles au Second Empire et favorables à la Commune sous le pseudonyme de « Saïd ».
La paix revenue, il revient à des sujets plus documentaires et illustre notamment le livre de Victor Tissot Voyage aux pays des milliards, consacré à l’Allemagne. Il y représente entre autres la Passion d’Oberammergau.
C'est vers 1876 qu'il commence à dessiner des lithographies consacrées à la vie juive familiale en Alsace. Il illustre en 1886 La Vie juive de Léon Cahun. Il collabore au périodique Le Monde illustré.
En 1903, il publie son recueil de Scènes familiales juives, assez mal perçu dans la communauté juive parisienne qui lui reproche de montrer une humanité misérable et laide, alors qu'il reçoit des critiques élogieuses de la revue juive allemande Ost und West. 
Il est cependant reconnu par les critiques d'art et le musée du Luxembourg achète et expose quelques-unes de ses lithographies. Dès 1874, il expose régulièrement au Salon de Paris et il est médaillé pour une lithographie à l'Exposition universelle de 1900.
Ayant sympathisé avec un autre peintre juif, Jules Benoit-Lévy (1866-1952), dont la famille est installée à Alger, il se rend à partir de 1904 chaque hiver en Algérie où il peint, sans la caricaturer, la vie de la communauté juive de ce pays.
Son œuvre constitue, par sa valeur documentaire, un témoignage sur deux types de judaïsme, le judaïsme rural alsacien ashkénaze et le judaïsme traditionnel d'Afrique du Nord sépharade, qui ont tous deux disparu aujourd'hui.
Alphonse Lévy meurt le 2 février 1918, à Alger où il repose au cimetière juif.

## Galerie

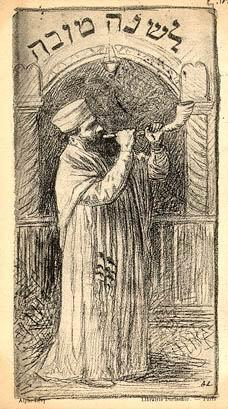
La Sonnerie du Shofar
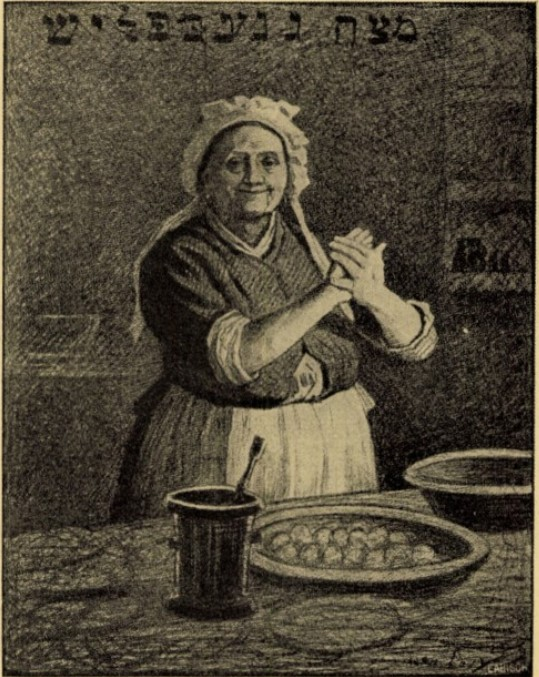
Cuisine de Pessa'h
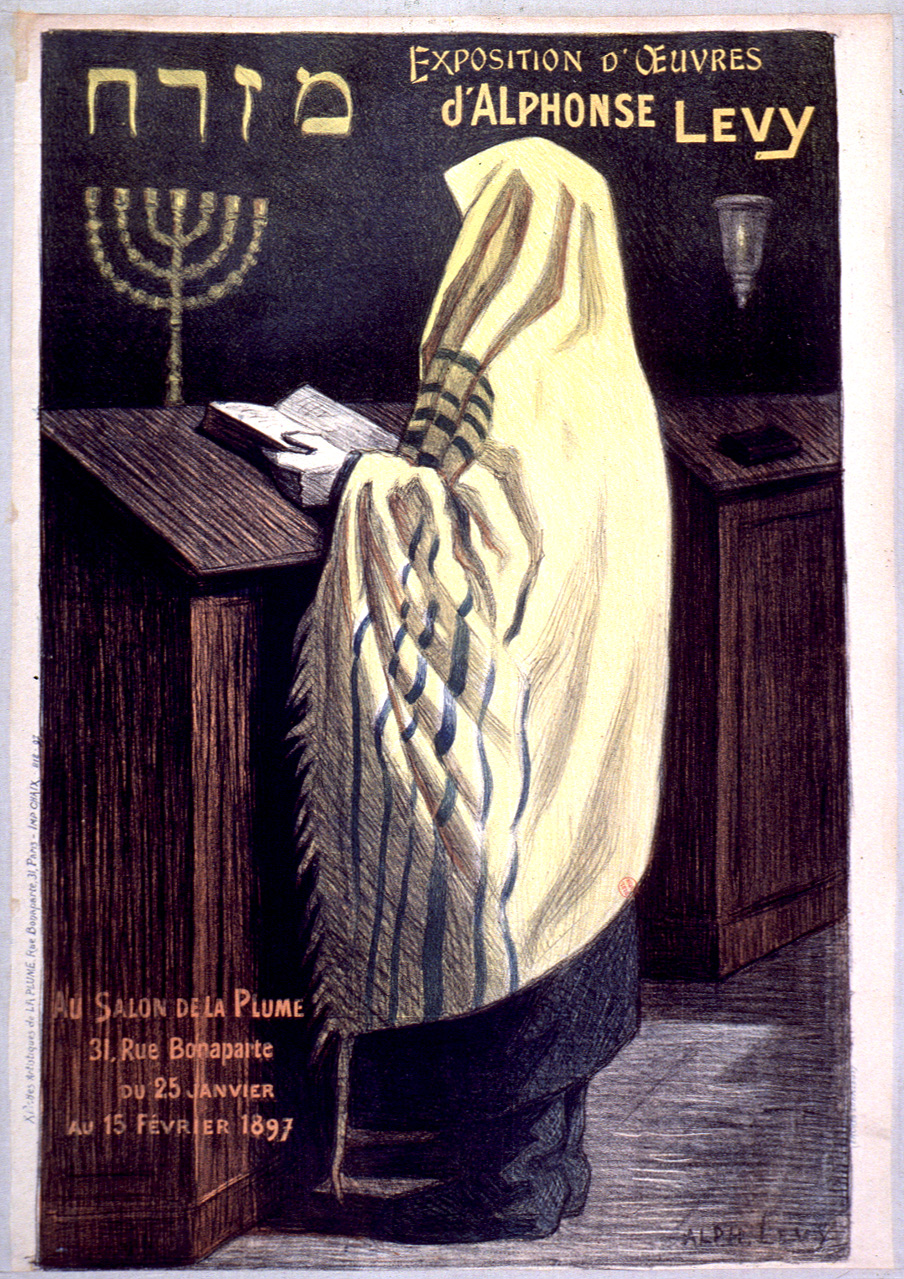
Exposition d'œuvres d'Alphonse Lévy au Salon de la Plume, 1897, affiche.
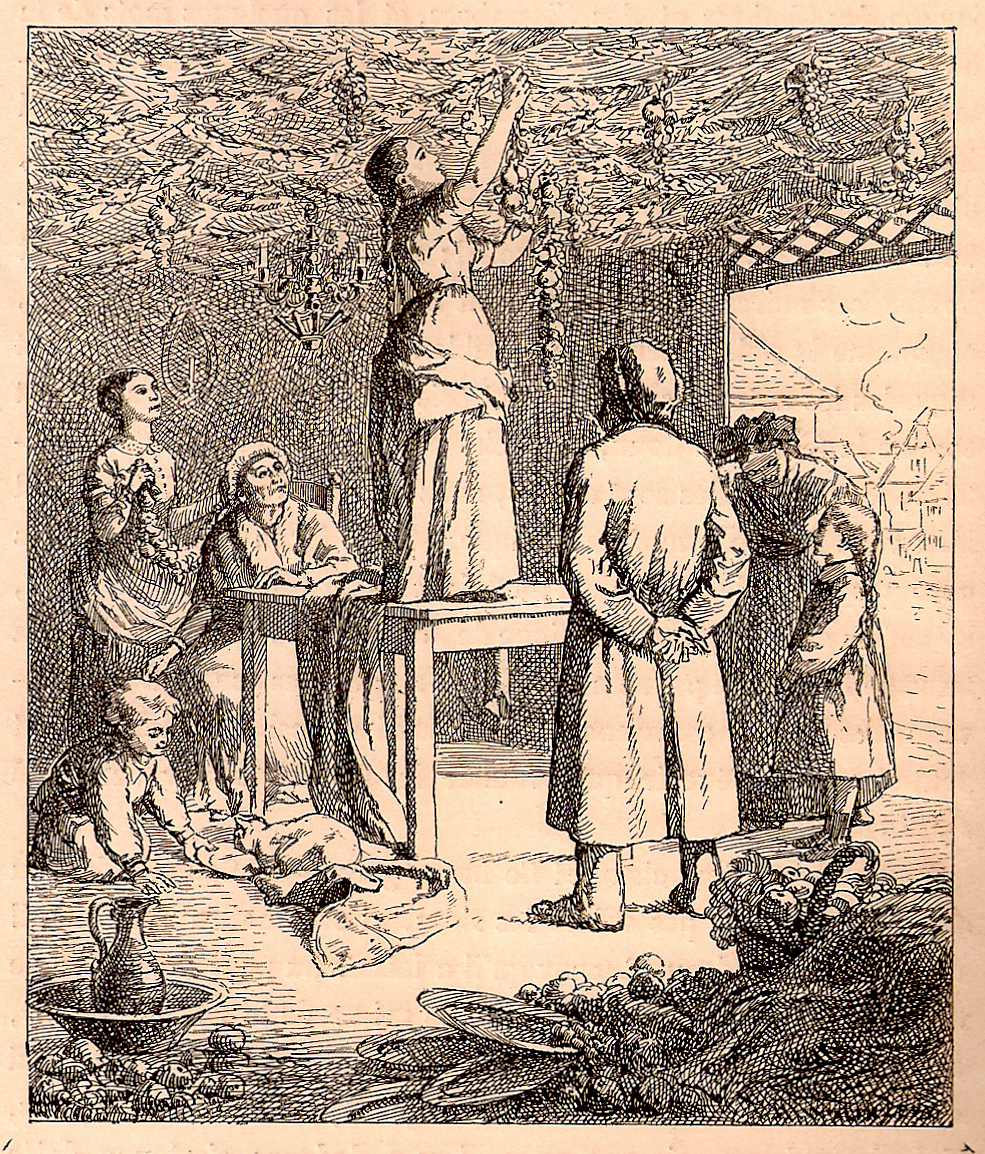
Décoration de la souccah en Alsace, 1886.
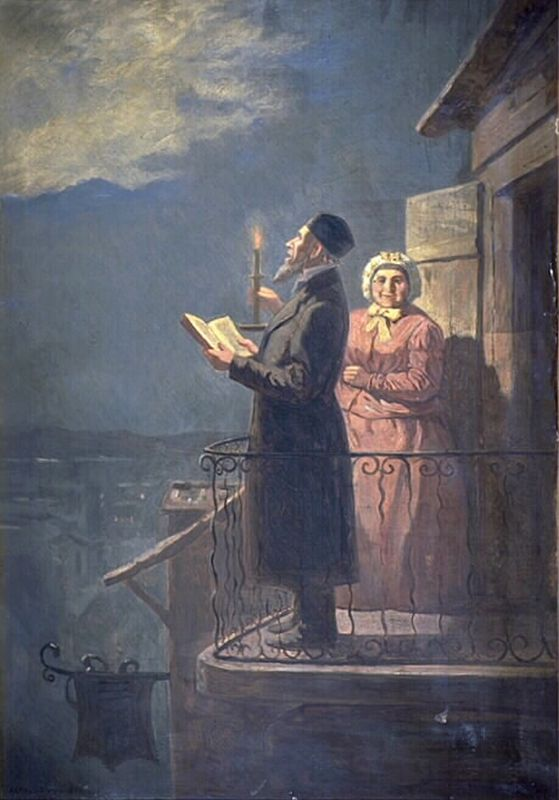
Prière du soir, 1883.
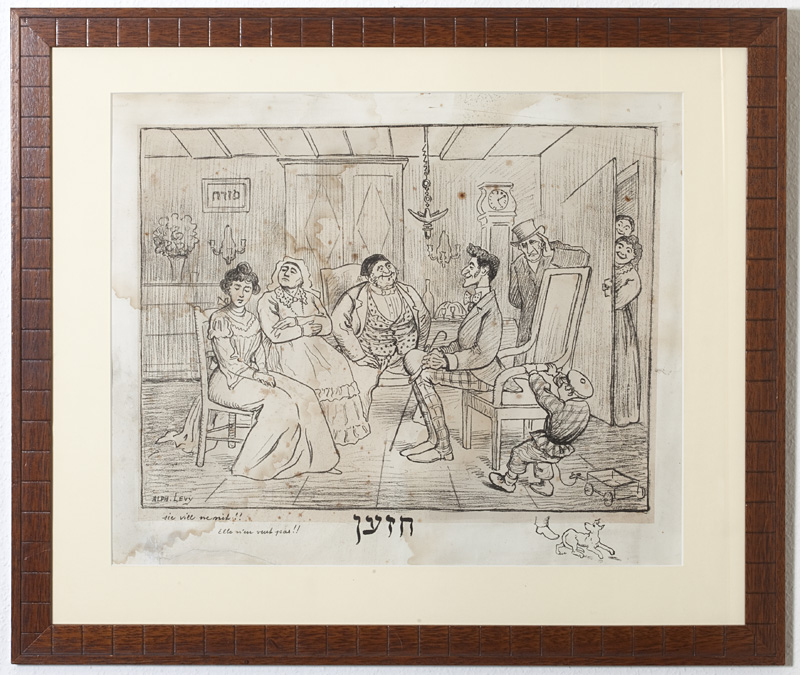
Le courtage matrimonial, dans la collection du musée juif de Suisse.

## Sources

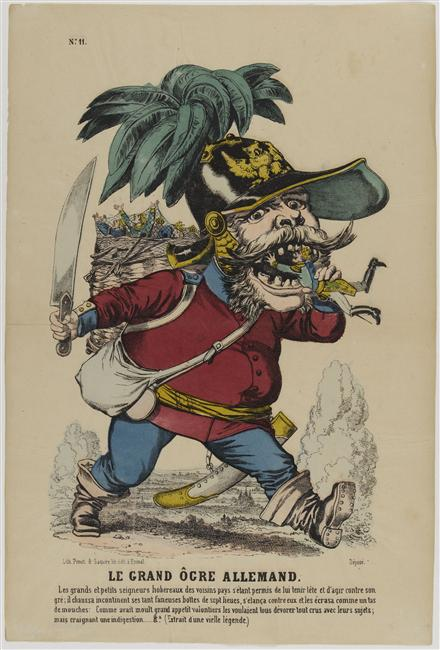
« Le grand ogre allemand », dessin satirique.

: document utilisé comme source pour la rédaction de cet article.
- Emmanuel Haymann, « Alphonse Lévy, 1843-1918 », sur Site du Judaïsme d'Alsace et de Lorraine, 1976
- (en) « Alphonse Lévy », sur Jewish Encyclopedia